# プロテウス症候群
プロテウス症候群（プロテウスしょうこうぐん、Proteus syndrome）は遺伝学的背景を持つ希少疾患で、3つの胚葉の全てで組織の過成長が引き起こされる可能性がある。プロテウス症候群の患者は、胎児性腫瘍のリスクが増大する傾向がある。プロテウス症候群の臨床的・放射線医学的症状は非常に多様であるが、特有の整形外科的な症状が存在する。プロテウス症候群という名前は、姿を変えることのできるギリシアの海神プローテウスに由来する。プロテウス症候群は、1976年にSamia TemtamyとJohn Rogersによってアメリカの医学文献に最初に記載されたようであり、マイケル・コーエンによって1979年にも記載された。世界中でわずかに200を超える程度の症例が確認されているだけであり、現在約120人がこの病気を抱えていると推計されている。診断が最も容易なのは最重度の変形が生じた人々である。軽症状態が存在する可能性があり、まだプロテウス症候群と診断されていない人々は多く存在する可能性がある。

## 徴候と症状
プロテウス症候群では、皮膚、骨、筋肉、脂肪組織、血管、リンパの過成長が生じる。プロテウス症候群は進行性の疾患で、通常は外観上明らかな異常がない状態で出生する。皮膚や骨の腫瘍は、典型的には小児期の初期に出現する。プロテウス症候群の診断には筋骨格系の症状が重要である。非対称的な成長が生じる箇所やその重症度はきわめて多様であるが、典型的には頭蓋骨、四肢のいずれか、足の裏が影響を受ける。この疾患と関連した血管異常による深部静脈血栓症と肺血栓塞栓症のため、若年死亡のリスクがある。プロテウス症候群と診断されたマンディー・セラーズの症例のように、過度の体重と肥大した四肢のために関節炎と筋肉痛が症状となることもある (ただし、下の「有名な症例」を参照のこと)。余分な組織が存在するために更なるリスクが生じる可能性がある。
この疾患自体によって一様な学習障害が生じることはない。プロテウス症候群の患者における知的障害の分布は一般集団よりも高いようであるが、統計的に有意であるかを決定するのは困難である。加えて、外観上の変形の存在が患者の社会経験に負の影響を与え、それが認知的・社会的欠陥の要因となっている可能性がある。
患者では、片側性の卵巣嚢胞腺腫、精巣腫瘍、髄膜腫、耳下腺の単形性腺腫など特定種の腫瘍成長のリスクが高くなる可能性がある。また、片側巨脳症としばしば関連している。

### 整形外科的特徴
プロテウス症候群では、筋骨格系の症状が頻繁に明確に出現する。患者は特有の骨格異常を示す傾向がある。整形外科的な症状は通常、両側性、非対称性、進行性で、四肢と脊椎の全てに現れる。患者には通常、局所的な関節周囲の肢の歪み、肢の長さの不一致、および脊椎の変形が生じる。プロテウス症候群の患者は、骨の肥大にもかかわらず、正常な骨構成と外観を有していることがある。また、長頭症などの頭蓋骨の変形や顔面の異常が生じることがある。この疾患は稀で徴候も多様であるため、整形外科的治療は個別的に行われるべきである。

## 遺伝学

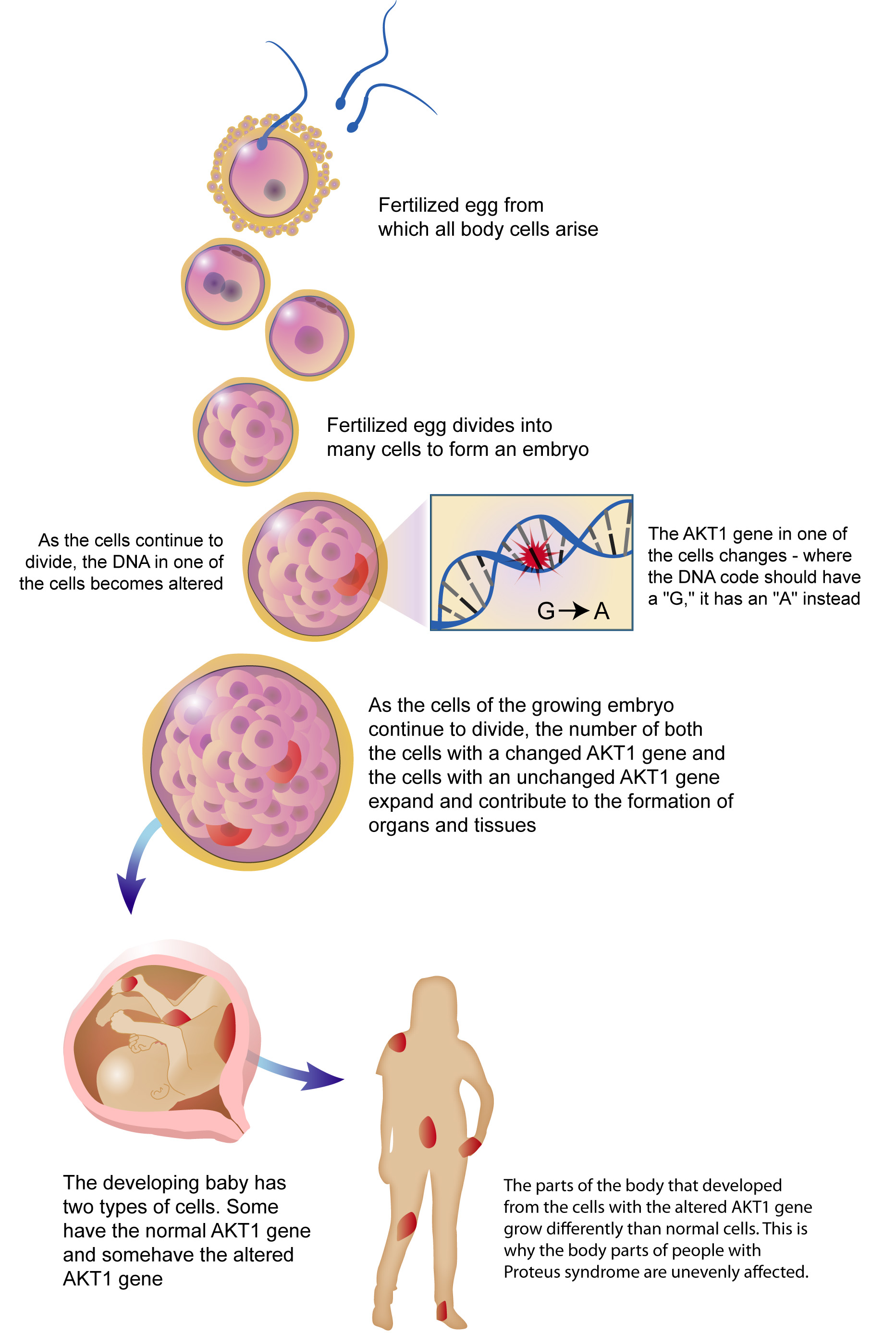
プロテウス症候群は、稀な遺伝的モザイクによって過成長が生じる障害である。胚成長中の遺伝的変異によって、一部の細胞で過成長が生じる。

2011年にプロテウス症候群の原因が突き止められた。Lindhurstらは、障害の厳密な臨床的基準に適合する29人の患者のうち26人で、AKT1キナーゼの活性化変異がモザイク型に生じていることを特定した。
以前の研究では、10番染色体上のPTENとの関連や、16番染色体との関連が示唆されていた。2011年のAKT1に関する発見以前から、PTENや、グリピカン3をコードし細胞分裂や成長を調節するGPC3遺伝子がこの疾患への関与するという報告は疑問視されていた。

## 診断

### 鑑別診断
- 線維脂肪性過誤腫 (fibrolipomatous hamartoma)
- 脂肪腫性巨大症（英語版）
- 神経線維腫症1型[17]
- クリッペル・トレノネー症候群（英語版）[18]
- パークスウェーバー症候群（英語版）
- 血管腫[19]

### 分類
多くの情報源において、プロテウス症候群は母斑症の1種とされている。病変はモザイク状に分布するようである。この障害は遺伝的モザイクの1例であることが確認されている。

## 治療
オーストラリアの医師のチームは、プロテウス症候群とされる患者にラパマイシンによる治療を試み、それが効果的な治療法であることを発見した。しかし、この患者がプロテウス症候群であるという診断は疑問が持たれている。アメリカ国立衛生研究所の国立ヒトゲノム研究所のプロテウス症候群研究チームは、ArQule社によって開発されたAKT1阻害剤ARQ 092の用量設定試験を開始した。組織や細胞試料を用いた初期試験では、ARQ 092はAKT1のリン酸化とAKTの下流の標的因子のリン酸化をわずか2時間で減少させた。第1相試験が2015年11月に開始され、「プロテウス症候群の小児と成人に対するARQ 092の用量設定試験」(Dose Finding Trial of ARQ 092 in Children and Adults With Proteus Syndrome) と題された研究で患者を募集した。

## 有名な症例
1986年のブリティッシュ・メディカル・ジャーナルの記事において、マイケル・コーエンとJ. A. R. Tibblesは、ジョゼフ・メリックはプロテウス症候群であったという説を唱えた。しかし、メリックが抱えていた正確な症状が確実に解明されているわけではない。
マンディー・セラーズは、何人かの医師によってプロテウス症候群であると診断された。出生以来、彼女の足は不均衡な割合で成長し続けていた。しかし、2013年にセラーズの症例はイギリスのテレビの特別番組"Shrinking My 17 Stone Legs"で調査され、実際にはプロテウス症候群ではなく、PIK3CA遺伝子の変異であることが突き止められた。